# Lower One's Eyes
〈Lower One's Eyes〉是日本Vocaloid-P Nuyuri为《世界計畫：繽紛舞台！feat.初音未來》登场演唱組合「25时，在Nightcord。」创作的歌曲。使用Vocaloid歌声库Flower合成独唱人声的Nuyuri版本作为单曲于2021年11月9日通过Niseinu Records发行，收录于Nuyuri第六张录音室专辑《Ultrapanic 2》（2023年）。另外，由「25时，在Nightcord。」和Meiko演唱的世界版本作为单曲的A面于2023年4月12日通过武士道音乐、世嘉和Colorful Palette发行。

## 背景
〈Lower One's Eyes〉是Nuyuri为日本音乐手机游戏《世界計畫：繽紛舞台！feat.初音未來》登场演唱組合「25时，在Nightcord。」创作的歌曲，由「25时，在Nightcord。」和虚拟歌手Meiko合唱的世界版本以及使用Vocaloid歌声库Flower合成的虚拟歌手版本在2021年10月31日追加免费游玩，同时故事活动「Boku no Ashiato, Kimi no Yukusaki」（ボクのあしあと キミのゆくさき）开始举办，此外，使用初音未来合成的另一声乐版本在Another Vocal Shop中提供。

## 创作
此曲时长3分50秒，每分钟132拍，声乐音域在C♯4至B5之间。此曲由Nuyuci创作和编曲，由Ichita演奏吉他，由中村凉真混音。此曲表达了对于某人产生强烈和病态的爱和渴望，即使此人试图离开，都要让此人永远留在身边，并将所有的爱都投入到自己身上，但是当意识到这一切都是徒劳时，绝望和愤怒的情绪变得更加强烈。

## 音乐视频
此曲的音乐视频于2021年11月11日播出，视频风格是附带歌词字幕的二维动画，插画由春思宜绘制，视频由Mizu希制作。世界版本的音乐视频先于2021年11月9日播出，同样是附带歌词字幕的二维动画风格，插图由Hechima绘制，视频由Omu制作。

## 曲目
- 数字下载和串流

1. 〈Lower One's Eyes〉—— 3:50

- 数字下载和串流——专辑《Ultrapanic》

1. 〈Lower〉（特邀Nulut）—— 3:50

- 数字下载和串流——单曲《Lower One's Eyes/Tricologe》

1. 〈Lower One's Eyes〉（特邀宵崎奏、朝比奈真冬、東雲絵名、晓山瑞希和Meiko）—— 3:50

- CD——单曲《Lower One's Eyes/Tricologe》

1. 〈Lower One's Eyes〉（特邀宵崎奏、朝比奈真冬、東雲绘名、晓山瑞希和Meiko）—— 3:50
2. 〈Lower One's Eyes〉（伴奏）—— 3:50

## 排行榜
| 排行榜（2021年）                                                        | 最高排名 |
| ----------------------------------------------------------------------- | -------- |
| 日本Top User Generated Songs（Billboard Japan）                         | 2        |
| 排行榜（2022年）                                                        | 最高排名 |
| 日本Top User Generated Songs（Billboard Japan）                         | 7        |
| 日本Niconico Vocaloid Songs Top 20（Billboard Japan）                   | 9        |
| 排行榜（2023年）                                                        | 最高排名 |
| 日本（Japan Hot 100） 世界版本                                          | 76       |
| 日本Download Songs（Billboard Japan） 世界版本                          | 20       |
| 日本Digital Single（Oricon） 世界版本                                   | 20       |
| 日本Top Singles Sales（Billboard Japan） 《Lower One's Eyes/Tricologe》 | 7        |
| 日本合算Single（Oricon） 《Lower One's Eyes/Tricologe》                 | 17       |
| 日本Single（Oricon） 《Lower One's Eyes/Tricologe》                     | 5        |
| 日本Niconico Vocaloid Songs Top 20（Billboard Japan）                   | 4        |

## 发行历史
| 地区     | 日期          | 格式          | 版本       | 唱片公司              | 参考   |
| -------- | ------------- | ------------- | ---------- | --------------------- | ------ |
| 世界各地 | 2021年11月9日 | 數位下載 串流 | Nuyuri版本 | 自发行                | [ 12 ] |
| 世界各地 | 2022年12月7日 | 數位下載 串流 | Nulut版本  | Faves                 | [ 13 ] |
| 世界各地 | 2023年4月12日 | 數位下載 串流 | 世界版本   | 世嘉 Colorful Palette | [ 14 ] |
| 日本     | 2023年4月12日 | CD            | 世界版本   | 武士道音乐            | [ 14 ] |